# 圓醮
圓醮，或稱尾醮，是一種道教信仰的祭典儀式，為主醮祭（主要的大型祭典，如「燒王船」）結束後收尾之小型祭典，並藉之表示來年風調雨順並答謝眾神恩惠，其變化版本有三獻清醮等。

## 時間及規模
圓醮大多於農曆11月底左右舉行，且與主醮祭沒有既定的舉行時間間隔限制；其大多間隔二至三年，較長者五至六年，甚至有案例為主醮祭舉行後並無舉行圓醮。其中，有無舉行圓醮之案例於當地在歷經連串不祥情事後方舉行圓醮以祈求眾神解除災厄賜予平安。
圓醮的舉行規模可視當時情況而定；舉行持續時間短者一至二朝、長者五至六朝。

## 流程

### 準備
1. 舉行儀式告知上蒼(天公)當地將要開始舉行圓醮[4]
2. 選取燈篙
3. 搭起醮壇，同時於當地進行大規模清境活動；該活動由地方信眾一同參與
4. 舉行儀式恭請諸神至醮壇現場鑑看活動進行（即「鑑醮」）[5]
5. 採陞燈篙[6]，將燈篙豎立並將幡旗掛燈，陞燈篙火，信眾開始齋戒
6. 齋戒期間信眾須素食六日[1]，並暫時停止曬衣、不得穿著以動物皮毛製作之衣物、不得以苧麻綑綁六畜、不得使用居喪守孝者用過之物品，廚房內亦不得存放沾染葷腥之物品（即「禁屠、禁樵、禁曝、禁用」等）
7. 掛上平安燈綵，並安奉護法及斗經[7]

### 建醮起功
1. 恭請水官淨壇
2. 恭送壇主登壇座
3. 安奉灶君
4. 舉行蓮花燈遊行
5. 素食普施
6. 放水燈
7. 敬奉天恩酬謝三界(叩答恩光)
8. 齋天酬神(祭拜天公酬謝神恩)
9. 殺豬獻刀
10. 祭拜地基主及祖先
11. 葷食普施及普度排放
12. 普度
13. 收孤
14. 謝壇圓醮
15. 送神[3][4]

## 習俗及禁忌
圓醮儀式進行順序及禁忌眾多，
以下簡略列出其主要事項：
- 年歲犯沖者不得參與
- 參與者須聽從神職人員指示
- 儀式進行時通常以鼓樂伴奏
- 儀式進行中會焚燒物品[8]
- 儀式通常擇良辰吉日舉行[3]